# Saint-Sulpice-le-Guérétois
 Saint-Sulpice-le-Guérétois  es una localidad y comuna de Francia, en la región de Lemosín, departamento de Creuse, en el distrito de Guéret y cantón de Saint-Vaury. Es la mayor población del cantón.
Su población en el censo de 1999 era de 1.843 habitantes.
Está integrada en la Communauté de communes de Guéret-Saint-Vaury.

## Demografía
| 1 314 | 1 320 | 1 239 | 1 738 | 1 879 | 1 843 |
| Para los censos de 1962 a 1999 la población legal corresponde a la población sin duplicidades (Fuente: INSEE [Consultar]) |       |       |       |       |       |